# Kebon Kangkung
Kebon Kangkung is een bestuurslaag in het regentschap Kota Bandung van de provincie West-Java, Indonesië. Kebon Kangkung telt 12.489 inwoners (volkstelling 2010).